# カウラヴァ

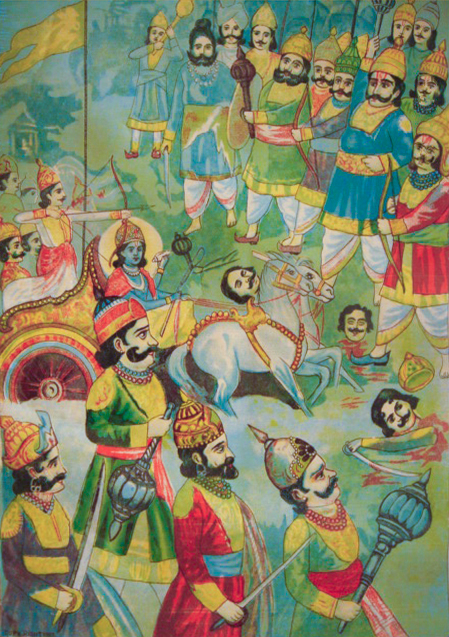
カウラヴァ

カウラヴァ（サンスクリット: कौरव Kaurava）は、インドの叙事詩『マハーバーラタ』の物語の中心となる一族名である。「クルの子孫たち」を意味し、パーンダヴァと対比される場合には、盲目王ドゥリタラシュートラとガーンダーリーとの間に生まれた100人の王子を指す。彼らは長男のドゥルヨーダナを首領とし、次男のドゥフシャーサナや、叔父のシャクニ、御者の息子カルナなどが中心となってパーンダヴァと激しく対立した。
カウラヴァの百王子は大変奇妙な生まれ方をした。ガーンダーリーはドリタラーシュトラの子を身ごもったが、2年もの間子供は生まれなかった。しかもガーンダーリーが苦労して生んだのは、鉄のように硬い肉塊であった。
ガーンダーリーは最初それを捨てようとしたが、ヴィヤーサ仙が現れて制止した。ヴィヤーサは人々に指示し、肉塊に冷水を注がせた。すると肉塊は100個の小さな塊に分かれた。さらにそれをギー（インドの乳製品）で満たした壷に1つずつ入れ、保管させた。時が満ちて、その壷の中から100人の王子たちと1人の娘ドゥフシャラーが誕生した。
長男のドゥルヨーダナが生まれたとき、様々な不吉な兆しが現れたため、王の側近や賢者たちはその子供を捨てるよう助言した。しかしドリタラーシュトラは親の情からその言葉に従わなかった。
カウラヴァたちは幼い頃、パーンダヴァのビーマにひどくいじめられ、深く怨むようになった。とりわけ劣等感の強いドゥルヨーダナにとってパーンダヴァは常に脅威であり、悩みの種であった。彼は悩みを手っ取り早く摘み取ろうとするあまり、パーンダヴァを罠にはめて謀殺しようとした。さらに正式に継承された彼らの王国を詐欺を使った賭博によって奪い取り、森に追放した。
これが原因で、王国の返還を求めるパーンダヴァとの間に戦争が起こり、カウラヴァはクルクシェートラの戦いで全滅した。